# Maddalena penitente (El Greco Budapest)
Maddalena penitente un dipinto di El Greco, eseguito tra il 1576 e il 1578 durante il primo periodo a Toledo. È esposto nel  Museo di belle arti di Budapest in Ungheria. 
È un lavoro che contiene grandi influssi tizianeschi, per la monumentalità con cui fu concepito, per i dettagli, per il paesaggio e per la pennellata rapida. Costituisce uno dei grandi progressi nello stile di El Greco.

## Descrizione
Al suo arrivo a Toledo  El Greco ha cominciato a guadagnare fama come un pittore di icone che alla controriforma era necessario. In tale senso la Maddalena penitente è un mezzo perfetto per rappresentare un peccatore pentito. Pertanto è diventata una delle immagini più richieste dalla Chiesa che aveva bisogno di creare nella sua parrocchia il senso di colpa e di penitenza che la santa rappresenta.
La figura di Maria Maddalena si taglia su una roccia, avvolta in un grande manto azzurro che lascia allo scoperto le sue spalle. Con un teschio e i Vangeli in mano, porta anche l'olio con il quale unse Gesù Cristo. Il volto della santa ricorda Tiziano, sebbene il pittore inizi a sviluppare il suo stile proprio per mezzo di creare una figura ampia e snella, ma con dita lunghe e ossute. Sebbene l’atmosfera generale della tabella sia tipicamente veneziana, lo stile di El Greco ha cominciato a particolarizzarsi.